# Illviðrahnjúkar
Illviðrahnjúkar är en bergstopp i republiken Island. Den ligger i regionen Norðurland vestra, 180 km nordost om huvudstaden Reykjavík. Toppen på Illviðrahnjúkar är 993 meter över havet, eller 106 meter över den omgivande terrängen. Bredden vid basen är 2,2 km.
Trakten runt Illviðrahnjúkar är nära nog obefolkad, med mindre än två invånare per kvadratkilometer. Det finns inga samhällen i närheten. Trakten runt Illviðrahnjúkar är ofruktbar med lite eller ingen växtlighet.